# Onda nera
L'Onda nera (Crni Val) è un movimento cinematografico jugoslavo attivo fra la metà degli anni sessanta e i primi anni settanta, i cui protagonisti sono i registi Dušan Makavejev, Želimir Žilnik, Lazar Stojanović, Aleksandar Petrović, Živojin Pavlović e, da parte croata, Krsto Papić. Influenzati da cineasti dell'avanguardia croata come Ivan Martinac, i film dell'Onda nera si distinguevano per il linguaggio sperimentale, l'humor nero e il tentativo di analisi critica della società jugoslava dell'epoca, incontrando l'ostilità e la censura del governo.

## Filmografia
- Čovek nije tica, regia di Dušan Makavejev (1965)
- Po isti poti se ne vracaj, regia di Jože Babič (1965)
- Tre (Tri), regia di Aleksandar Petrović (1965)
- Il risveglio dei topi (Budjenje pacova), regia di Živojin Pavlović (1967)
- Grajski biki, regia di Jože Pogačnik (1967)
- L'alba di un giorno (Jutro), regia di Mladomir Puriša Đorđević (1967)
- Zgodba, ki je ni, regia di Matjaž Klopčič (1967)
- Sveti pesak, regia di Miroslav Antić (1968)
- Verginità indifesa (Nevinost bez zaštite), regia di Dušan Makavejev - documentario (1968)
- Lisice, regia di Krsto Papić (1969)
- Nedjelja, regia di Lordan Zafranović (1969)
- Horoskop, regia di Boro Drašković (1969)
- Zasjeda, regia di Živojin Pavlović (1969)
- Opere giovanili (Rani radovi), regia di Želimir Žilnik (1969)
- Le cornacchie (Vrane), regia di  Ljubiša Kozomara e Gordan Mihić (1969)
- Teroristi, regia di Krsto Škanata (1970)
- Plastični Isus, regia di Lazar Stojanović (1971)
- Mlad i zdrav kao ruža, regia di Jovan Jovanović (1971)
- W.R. - Misterije organizma, regia di Dušan Makavejev (1971)
- Breme, regia di Vuk Babić (1972)
- Cukrarna, regia di Jože Pogačnik (1972)
- Let mrtve ptice, regia di Živojin Pavlović (1973)